# 症例報告
医学における症例報告（しょうれいほうこく、case report）は、個々の患者についての詳細な報告で、症状、兆候、診断、治療、追跡調査の詳細をまとめたもの。診療ガイドラインへの反響や、治療の有効性、副作用、費用を伝えるための初期のきっかけとなり得、医学、科学、教育の目的をもって共有することができる。

## 役割
症例報告は、一般に事例証拠だとされる。統計的な抽出がないことを含んだ方法論的な制約から、症例報告は症例シリーズと共に、医学的証拠の階層の中では最も最下位となる。しかし医学研究の中で症例報告には有用な役割がある。特に新しい疾患の確立と治療の副作用についての認識を促すということである。例えば、サリドマイドの母親への投与とそこから生まれた乳児に奇形が起こっていることがあると認識されたのは症例報告がきっかけである。医薬品安全性の役割を果たすことがある。また、希少疾患の臨床的範囲や、一般的な病気の異例の症状を理解することを助ける。病気の発生機序など研究上の仮説ができることもある。医療実務においてはオーダメイド医療の参考となることもある。
特に症例報告は早く出版できるため、大規模な研究を行う時間の余裕のない臨床医でも、迅速な短いコミュニケーションをとることができる。

## 形式
症例報告の形式は概ね共通しており、表紙、要旨、序文、症例、考察、謝辞、利益相反、文献を記載することが多い。ただし、実際に症例報告を記載する場合は、雑誌の投稿規定を確認する必要がある。症例の項目には、年齢、性別、主訴、現病歴、既往歴、家族歴、内服歴、入院時現症、検査所見、入院後経過、経過表を記載することが多い。もちろん、症例の特徴によっては一部の項目を省くこともあるが、このような項目を網羅的に記載することで、客観的に記載することが可能となっている。
症例についての網羅的な記載は、対象が比較的少数ならば容易だが、数が増えるに従って冗長的となっていくため、症例対照研究やコホート研究など別の形式を用いることになる。

## 作成方法
決まった形式に従って記載する。LafLaboなどの専用のソフトウェアが手軽。内服歴や検査所見をLafLaboで一括処理も可能。